# Сингел
Сингел (нидерл. Singel) — канал в Амстердаме. В Средние века он опоясывал город, до 1585 года являясь городским рвом. Затем Амстердам расширился за пределы Сингела. Канал одним концом соединен с бухтой Эй, а другим — с рекой Амстел.
В золотой век Нидерландов на канале были построены богато украшенные дома. Ряд объектов по его течению примечательны и сегодня, например, возможно, самый узкий дом в мире по адресу Сингел, 7, исторические церкви, библиотека Амстердамского университета, Монетная башня. Через Сингел перекинут старейший и широчайший в Амстердаме мост.
Существуют планы по восстановлению разрушенной в 1829 году фортификационной башни и домов, которые были расположены поблизости от нее.